# Aleuron chloroptera
Espèce
Aleuron chloroptera est une espèce de lépidoptères (papillons) de la famille des Sphingidae, sous-famille des Macroglossinae, de la tribu des Dilophonotini et du genre Aleuron .  C'est l'espèce type pour le genre. 

## Description
L'envergure des ailes varie de 64 à 70 mm. L'espèce se distingue de tous les autres Aleuron (à l'exception d'Aleuron prominens) par la couleur uniforme gris-vert de la partie proximale des ailes sur les deux faces, cette particularité est très marquée pour la face dorsale des ailes postérieures. Cette coloration s'étend sur les bords latéraux de l'abdomen. Il existe en position submarginale, une petite tache noire sur M2.

## Répartition et habitat
Répartition
L'espèce est connue dans le Sud du Mexique, au Brésil (Localité type), au Belize, au Guatemala, au Nicaragua, au Costa Rica, en Colombie, au Pérou, en Bolivie, au Venezuela, en Guyana, au Surinam, en Guyane française, au Paraguay, en Argentine et en Équateur . Elle est probablement également présente en Uruguay,au  Honduras, au El Salvador et au Panama.

## Biologie
- Les adultes volent au moins d'avril à janvier. Au Costa Rica, les adultes ont été vus en janvier, d'avril à août et de novembre à décembre. Les adultes se nourrissent du nectar des genres botaniques Callianra, Inga et Duranta.

- Les chenilles se nourrissent sur Doliocarpus dentatus, Curatella americana et probablement d'autres espèces de Dilleniaceae.

## Systématique
- L'espèce  Aleuron chloroptera a été décrite par l'entomologiste allemand Maximilian Perty en 1833, sous le nom initial de Sphinx chloroptera[1].
- La localité type est le Brésil.

### Synonymie
- Sphinx chloroptera Perty, [1833] protonyme
- Aleuron chloropterum
- Aleuron disis Boisduval, 1875